# Pompeo Morganti

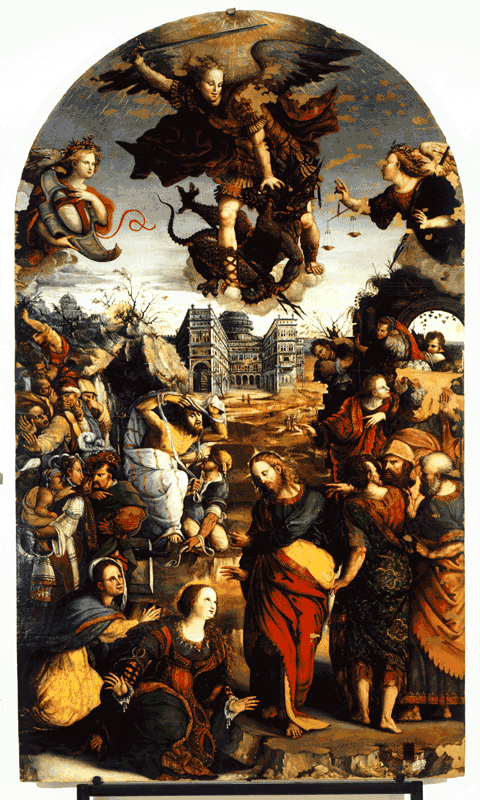
Resurrezione di Lazzaro e San Michele Arcangelo che abbatte il demonio, 1532-34, Pinacoteca civica di Fano.

Pompeo Morganti (Fano, 1510 circa – Fano, 1569) è stato un pittore italiano.

## Biografia
Figlio del pittore Bartolomeo Morganti, conosciuto anche come Bartolomeo di Matteo de 'Marescalchi, Pompeo iniziò la sua carriera a fianco del padre.
Insieme lavorarono nel 1528 agli affreschi absidali nella cattedrale di Pesaro e al dipinto (firmato e datato 1528) per la chiesa di San Rocco a Pesaro; entrambi perduti.
La tavola della Resurrezione di Lazzaro e San Michele Arcangelo che abbatte il demonio venne commissionata nel 1532 dalla Compagnia di San Michele per la loro chiesa a Fano. I due pittori la portarono a termine nel 1534. È ritenuto il capolavoro di Bartolomeo Morganti. 
Dalla morte del padre, avvenuta verso il 1534, la sua carriera prende avvio. Nel 1535 ebbe l’incarico da parte del Consiglio comunale di Jesi per l’esecuzione di un dipinto destinato al palazzo dei Priori, il Crocifisso con i Santi Settimio, Floriano e Caterina, andato perduto. In seguito si trasferisce a Pesaro ove nel 1545 realizza la copia della Madonna con Bambino per la chiesa delle Grazie, commissionatagli dopo la distruzione in un incendio dell’originale.
Secondo Vasari (1568) Taddeo Zuccari fu collocato dal padre Ottaviano presso la bottega di Pompeo Morganti. Lo stile del Morganti oscilla fra la riproposizione del linguaggio pittorico paterno e l'elaborazione di modelli lotteschi e di Taddeo Zuccari.
Sposò nel 1532 Giovanna di Bartolomeo; dal matrimonio nacquero Beatrice, Michelangelo (documentato come pittore fra il 1571 e il 1572) e Ottavio, attivo anch’egli come pittore nell’ultimo quarto del secolo. Le ultime notizie d’archivio su Pompeo lo vedono presente nel 1555 fra i membri della Santa Unione di Fano.

## Opere
- Vergine col Bambino, San Terenzio e il vescovo De Grassi, affreschi (eseguiti col padre Bartolomeo) per la cattedrale di Pesaro, 1528, perduti;
- Vergine e i Santi Sebastiano e Rocco, per la chiesa di San Rocco a Pesaro (eseguiti col padre Bartolomeo), 1528, perduto;
- Madonna col Bambino e le Sante Caterina, Lucia, Agata e Agnese o Pala di San Paterniano, 1530 circa, chiesa di S. Paterniano a Fano;
- Resurrezione di Lazzaro e San Michele Arcangelo che abbatte il demonio, tavola per la chiesa di San Michele a Fano, 1532-34, Pinacoteca civica di Fano;
- Sposalizio mistico di Santa Caterina, 1539, chiesa di San Silvestro, Orciano di Pesaro;
- Resurrezione di Lazzaro, pala del 1543, Chiesa di San Francesco a Filottrano;
- Madonna con Bambino, copia del 1545 , Santuario della Madonna delle Grazie a Pesaro;
- Apparizione della Vergine, tela del 1548, Santuario delle Grazie di Montegridolfo;
- Madonna con Bambino e Santi, Pieve di Santo Stefano a Candelora di Pesaro;
- Madonna della Misericordia, chiesa del Rosario di Sirolo;
- Immacolata Concezione, chiesa di San Francesco a Corridonia
- Madonna in trono col Bambino e i Santi Museo Bronzi dorati Pergola